# William H. Wells
William H. Wells (Burlington, 1769. január 7. – Dagsboro, 1829. március 11.) az Amerikai Egyesült Államok szenátora (Delaware, 1799–1804 és 1813–1817).